# Sarothroceras pallida
Sarothroceras pallida är en fjärilsart som beskrevs av Druce 1883. Sarothroceras pallida ingår i släktet Sarothroceras och familjen nattflyn. Inga underarter finns listade.